# Palais Gutmann

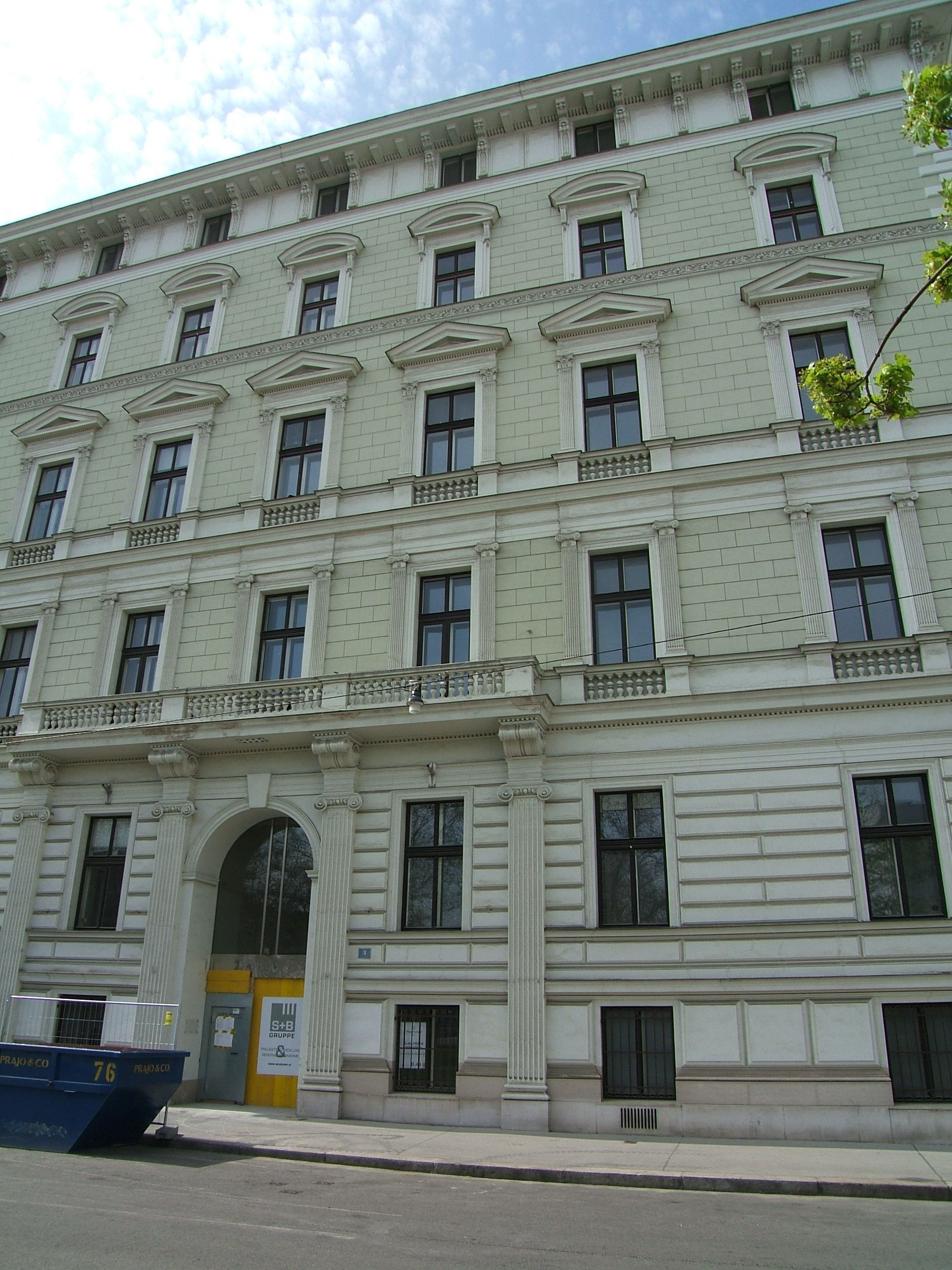
Palais Gutmann

Das Palais Gutmann befindet sich im 1. Wiener Gemeindebezirk Innere Stadt, Beethovenplatz 3 und steht unter Denkmalschutz.

## Geschichte
Das „streng historistische“ Palais wurde in den Jahren 1869–1871 von dem Architekten Carl Tietz für den wohlhabenden jüdischen Unternehmer Wilhelm von Gutmann im „Neu-Wiener-Renaissancestil“ errichtet. Nach der Enteignung im Jahr 1938 wurde das Palais ab 1941 von der NSDAP genutzt und Franz Klimscha mit der Umgestaltung des Gebäudes beauftragt. Eine neuerliche Umgestaltung erfolgte in den Jahren 1956–1961 durch Carl Kronfuß. Das Palais wird heute von der Austria Immobilien GmbH (BAI) verwaltet.

## Beschreibung
Das fünfgeschoßige Palais vermittelt mit seiner hohen, gequaderten Sockelzone und der wenig akzentuierten, flach gequaderten Fassade einen massiven Eindruck. Das hohe Rundbogenportal wird von vier ionischen Pilastern flankiert die auf einem Volutengebälk einen Balkon mit Steinbrüstung tragen. Blendbrüstungen zieren die Parapeten der Fenster der Beletage und des darüber liegenden Geschoßes. Die Fenster sind von ionischen Pilastern gerahmt und im dritten Geschoß als Ädikulafenster ausgeformt. Ein breiter Arabeskenfries schmückt das Sohlbankgesims des vierten Geschoßes, dessen Fenster eine Segmentgiebelverdachung tragen. Im Inneren führt eine Treppe mit korinthischen Marmorsäulen in die Obergeschoße. Die Räume sind mit Wandvertäfelungen, hölzernen Kassettendecken, original erhaltenen Marmor-Kaminen und Ölgemälden reich ausgestattet. Unter den Gemälden befinden sich die „Zwölf Monate“ von August Eisenmenger.